# Čichalov
Čichalov (deutsch Sichlau) ist eine Gemeinde im Karlovarský kraj in Tschechien. 

## Lage

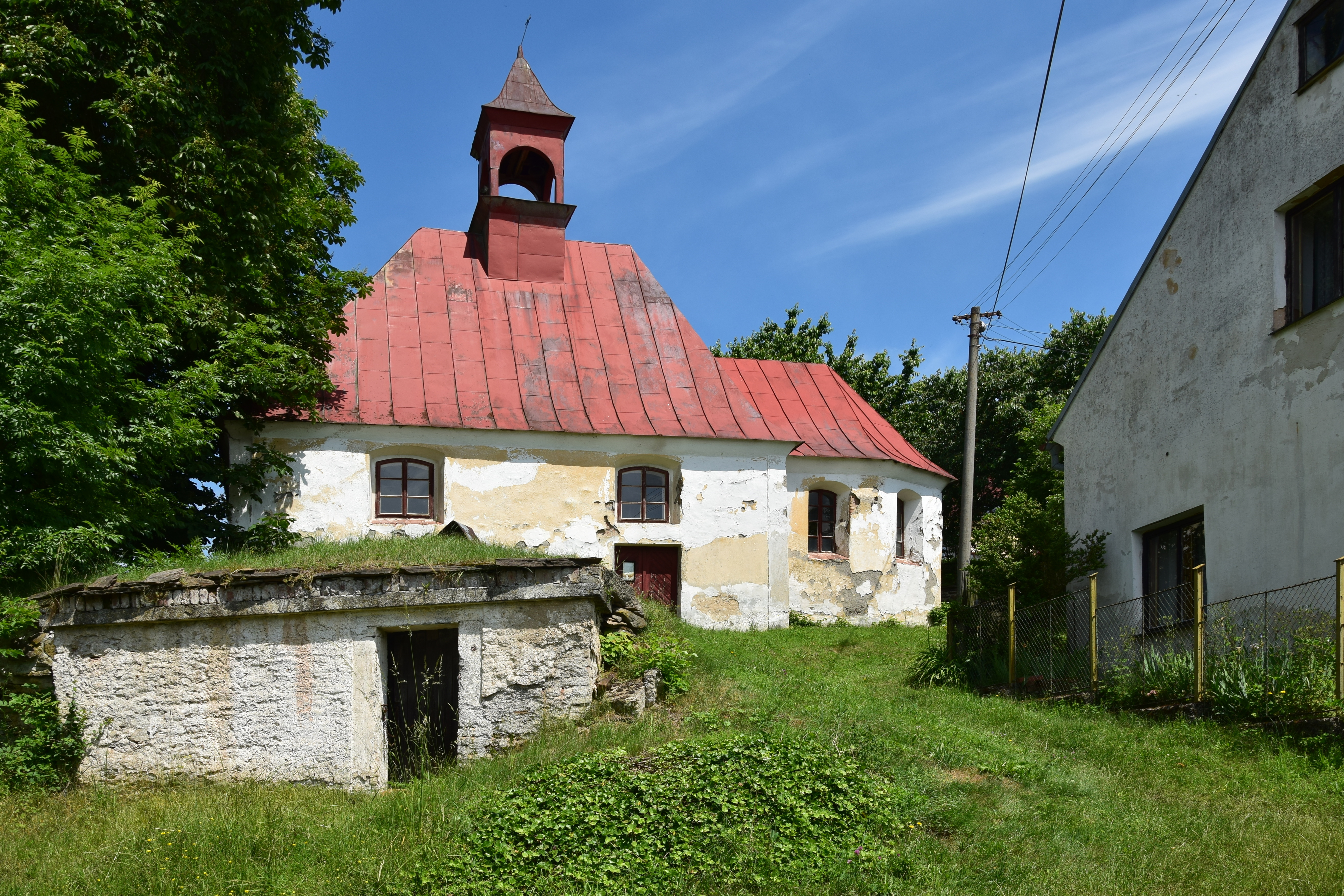
Kapelle St. Johannes und Paul

Čichalov liegt im Duppauer Gebirge. Nachbarorte sind Knínice (Knönitz) und Veselov im Westen, Budov (Buda) im Nordwesten, Verušičky (Klein Werscheditz) im Norden, Skřipová (Krippau) im Nordosten, Štoutov (Stadthöfen) im Osten und Kovářov (Kowarschen) im Südosten.

## Geschichte
Der Ort wurde 1386 erstmals erwähnt. Besitzer waren Johann Hofer von Lobenstein, Julius Hofer von Lobenstein, Johann Christoph Hofer von Lobenstein, Gerhard von Questenberg und Abraham von Steinsdorf. 1604 vereinigte Fabian Sebastian Pröllenofer von Purkersdorf Sichlau sowie die Güter Herschetitz, Maroditz, Posnau und Ratiwor mit der Herrschaft Udritsch. Sichlau war nach Udritsch gepfarrt. 1847 bestand das Dorf aus 41 Häusern mit 231 Einwohnern, darunter zwei Häuser mit vier jüdischen Familien, eine Filialkirche von Udritsch, ein Wirtshaus und eine abseits gelegene Mühle.
Nach der Aufhebung der Patrimonialherrschaften bildete Sichlau ab 1850 eine Gemeinde im Gerichtsbezirk Luditz. Von 1868 bis zum Ende des Ersten Weltkriegs des gehörte Sichlau zum Bezirk Luditz. Nach dem Münchner Abkommen wurde Sichlau im Oktober 1938 dem Deutschen Reich zugeschlagen und gehörte bis 1945 zum Landkreis Luditz. 

## Ortsgliederung
Die Gemeinde Čichalov besteht aus den Ortsteilen Čichalov (Sichlau),  Kovářov (Kowarschen), Mokrá (Mokrau) und Štoutov (Stadthöfen), die zugleich auch Katastralbezirke bilden.

## Sehenswürdigkeiten
- Kapelle St. Johannes und Paul[7]